# سونپو
سونپو (به ژاپنی: 駿府)، شهری در ولایت سوروگا در دوره ادو بود. این شهر بعدها پس از سقوط شوگون سالاری توکوگاوا، در دوره میجی به شیزوئوکا تغییر نام داد. امروزه سونپو با مرکز منطقه آئویی-کو، شیزوئوکا در شهر شیزوئوکا برابر است.

## قرون وسطی
از دوره موروماچی تا دوره سنگوکو، به عنوان یک شهر قلعه متعلق به خاندان ایماگاوا شکوفا شد. خاندان ایماگاوا شهر سانپو را با الگوی شطرنجی و به تقلید از پایتخت کیوتو ساختند و حتی امروزه نیز همان مکان و نام شهری مانند کیوتو باقی مانده است. علاوه بر این، بسیاری از اشراف و روشنفکران دربار که از پایتخت ویران شده کیوتو گریختند به سانپو نقل مکان کردند و این شهر به «کیوتوی شرق» یا «پایتخت شرق» و فرهنگ ایماگاوا، یکی از سه فرهنگ اصلی دوره سنگوکو شکوفا شد. با این حال، در سال ۱۵۶۰، زمانی که ایماگاوا یوشیموتو در نبرد اوکه‌هازاما کشته شد، خاندان ایماگاوا افول کرد و زمانی که در تاریخ ۶ دسامبر ۱۵۶۸ تاکدا شینگن به حمله به سوروگا را انجام داد، سونپو سوخت و برای مدتی این شهر به ویرانه تبدیل شد.

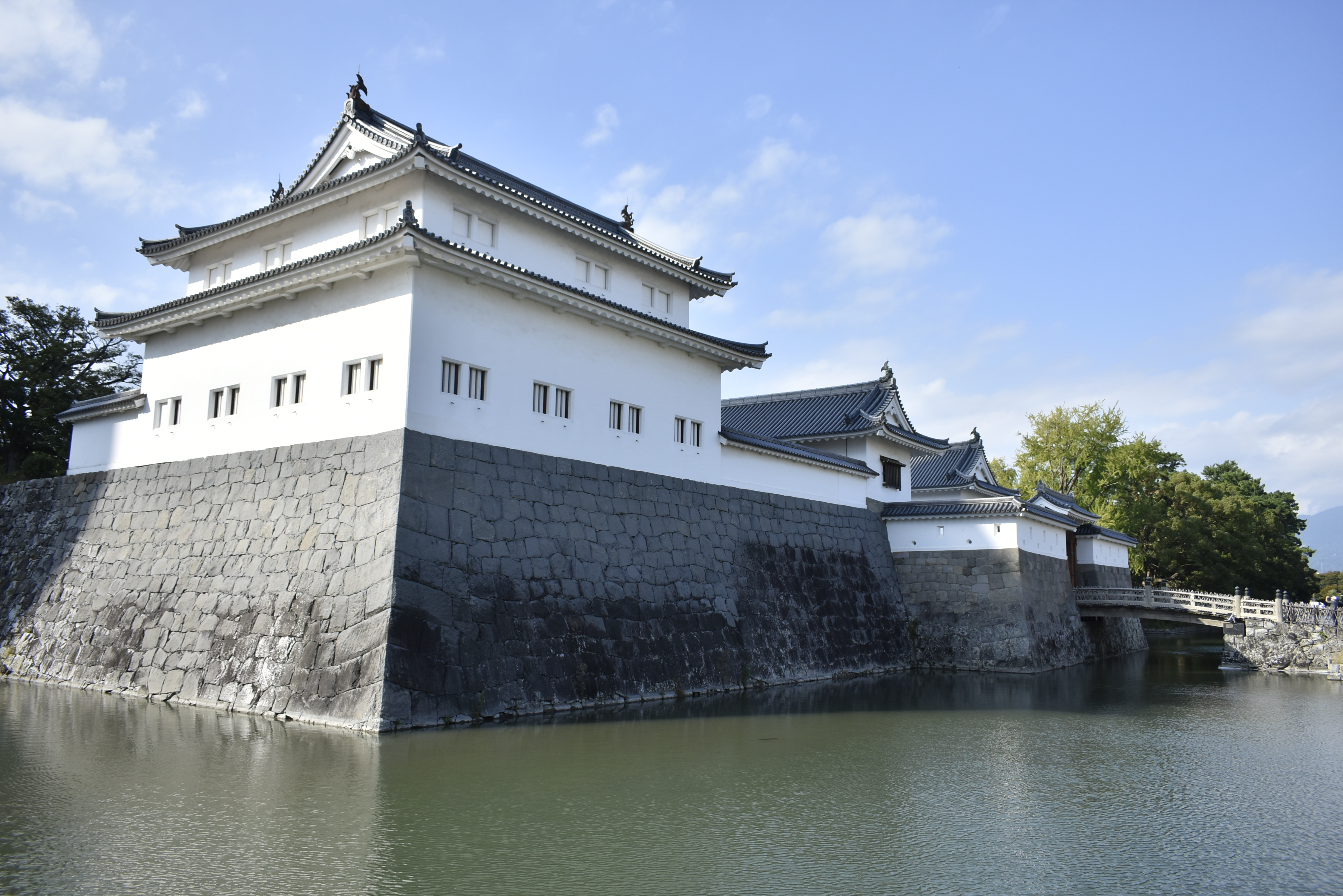
）
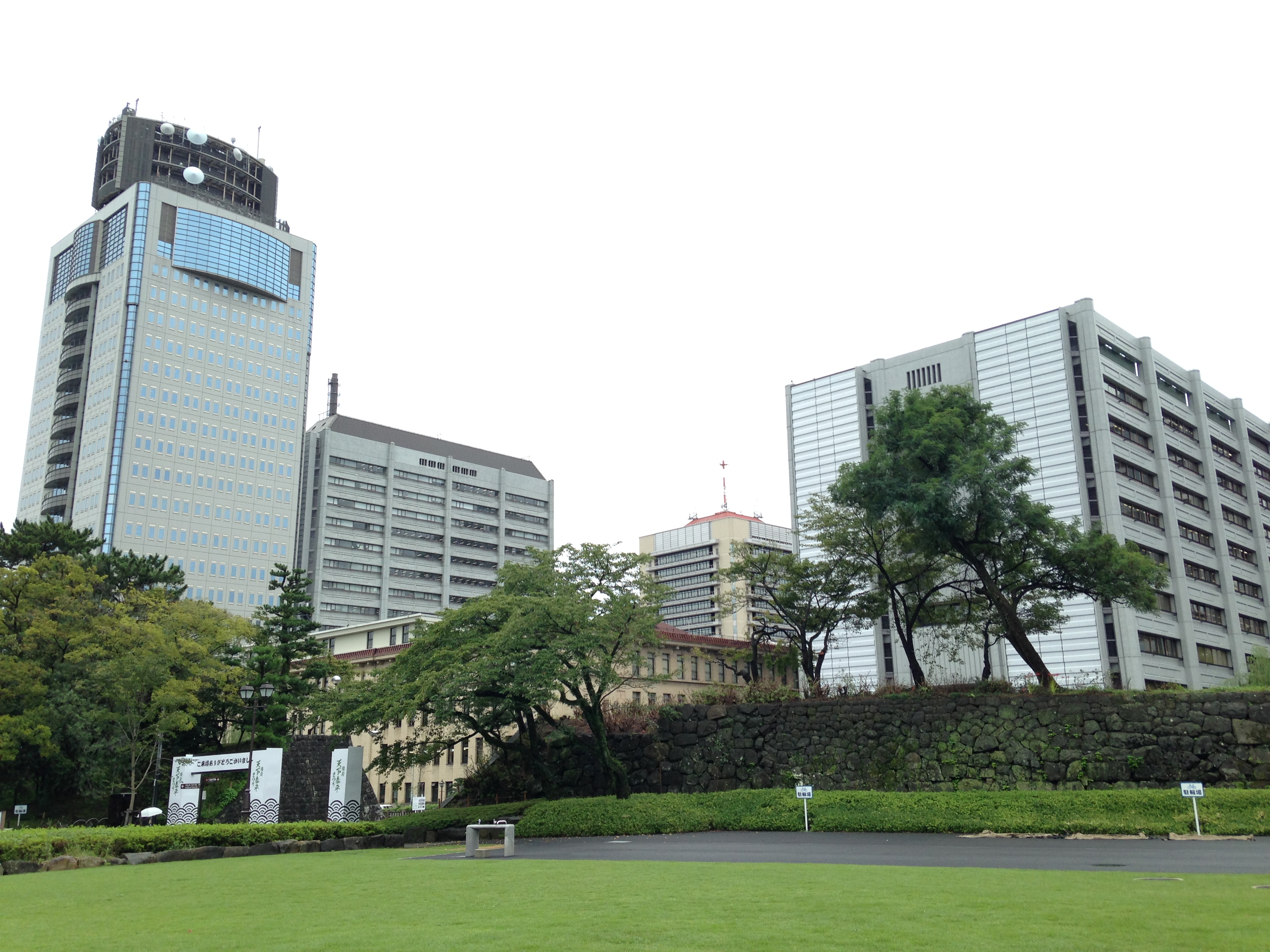
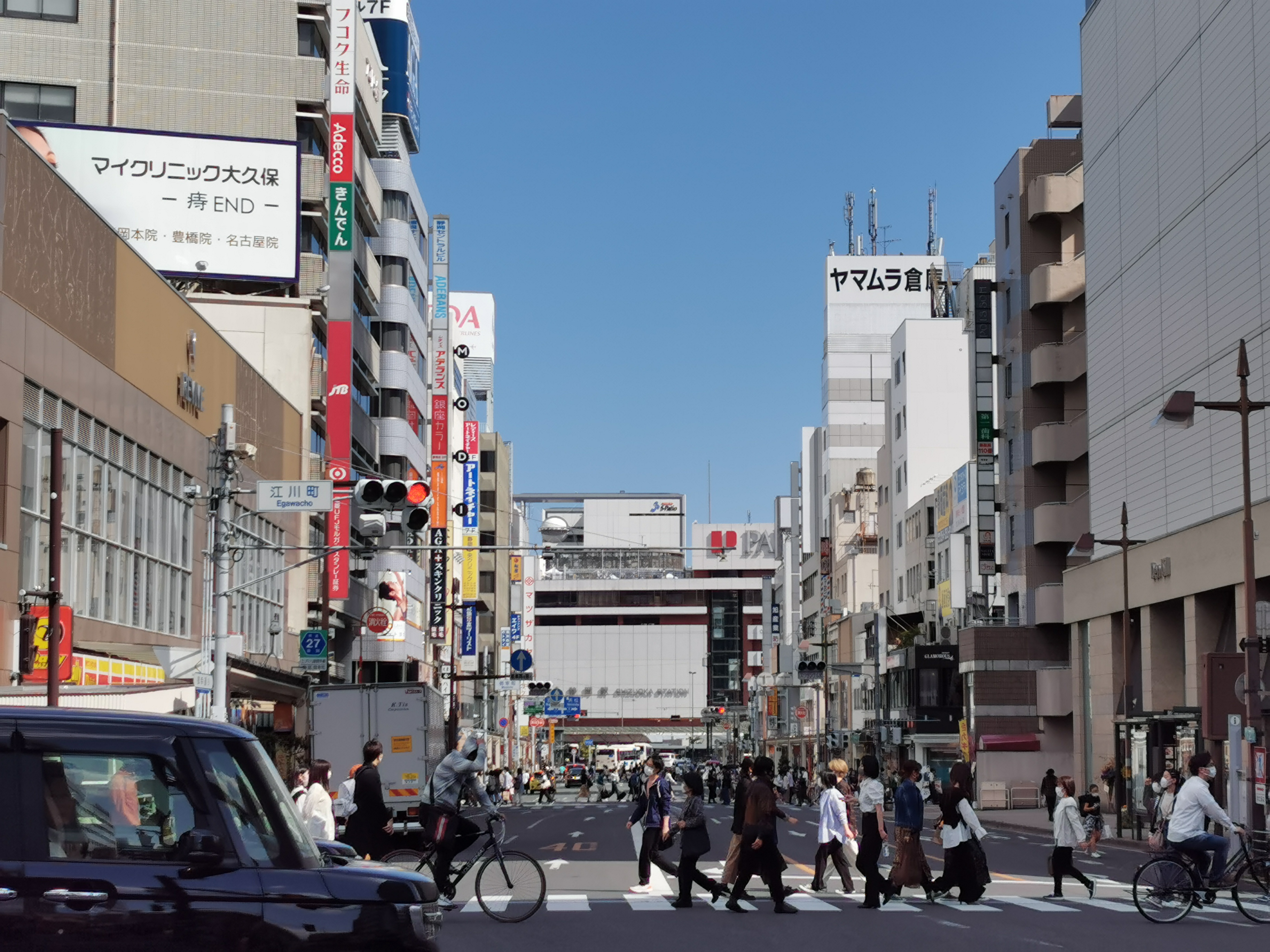
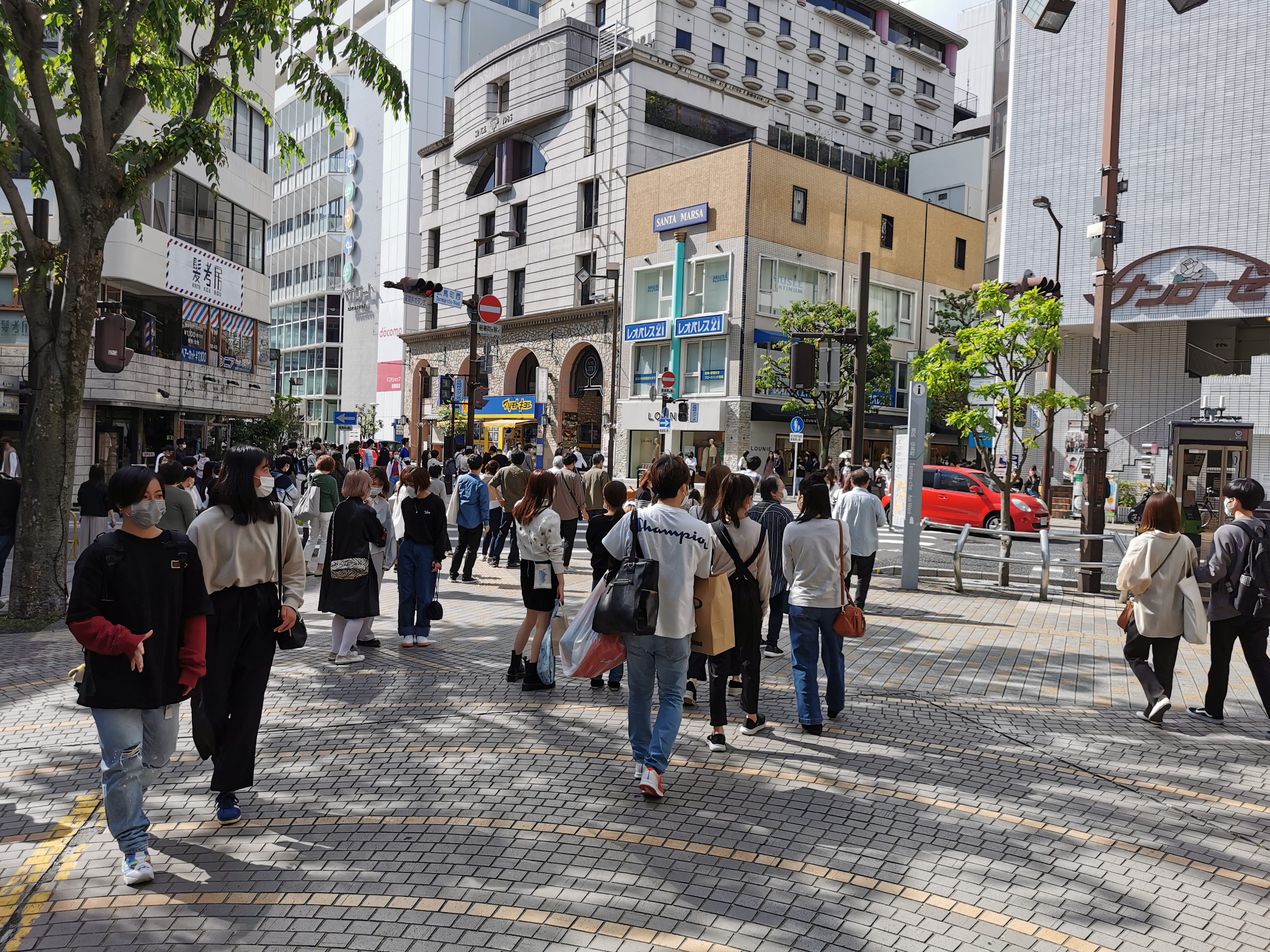
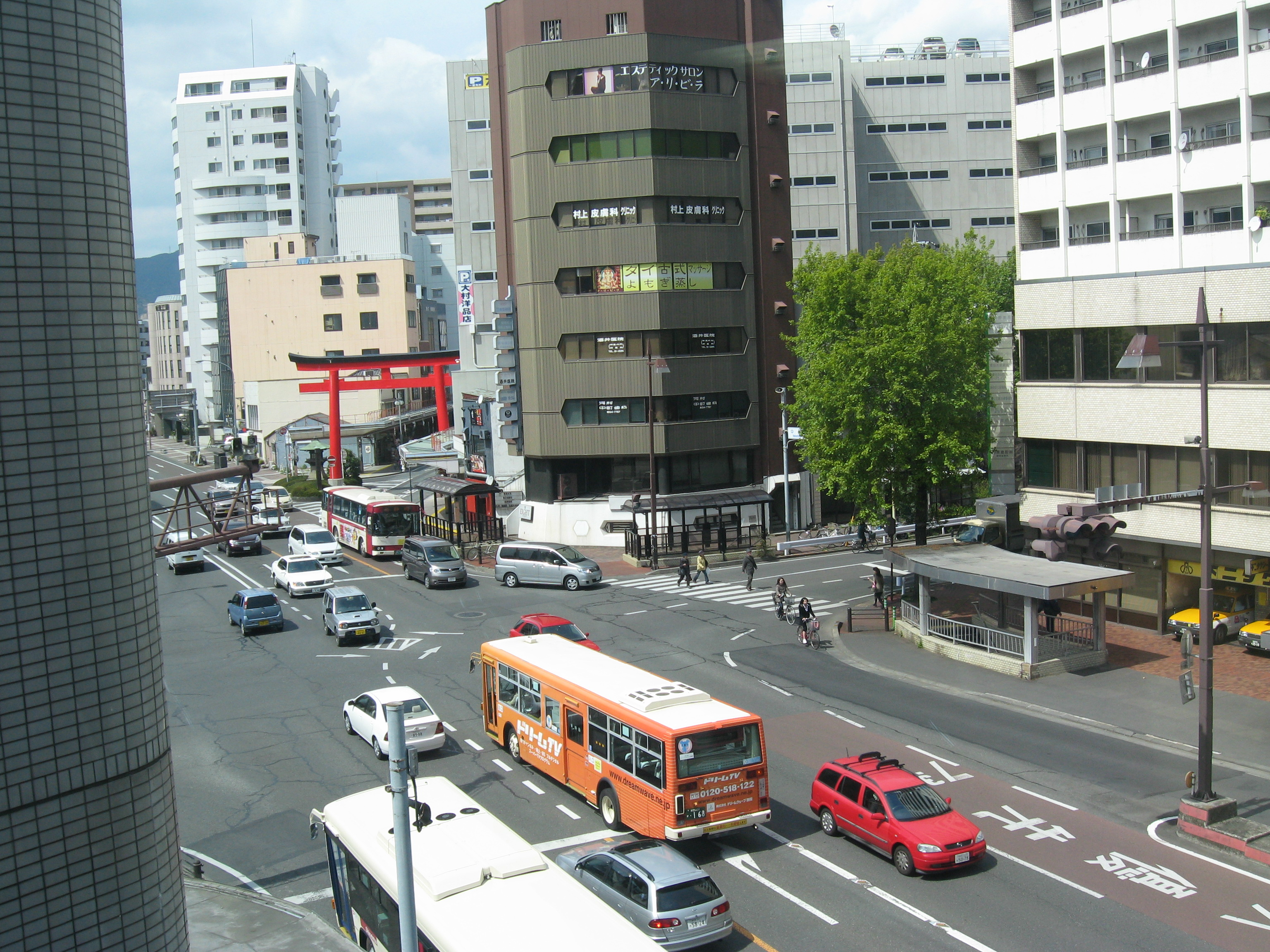